# Politique en Aquitaine
 (octobre 2017).

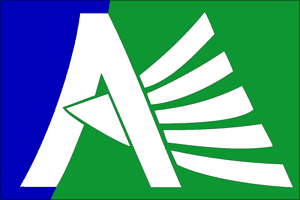
Drapeau de la région Aquitaine

Cet article traite de la politique en Aquitaine.
Créée comme toutes les autres régions par les lois de décentralisation de 1982 (lois Defferre), la région Aquitaine est dirigée par le Président du Conseil régional dont le siège est à Bordeaux.
Dirigée de 1986 à 1998 par la droite (Jacques Chaban-Delmas, puis Jacques Valade), le conseil régional d'Aquitaine a comme président depuis 1998 Alain Rousset (PS), réélu en 2004, lors de la "vague rose" qui a vu la quasi-totalité des régions passer à gauche, face au ministre UMP Xavier Darcos et au président de l'UDF François Bayrou. À partir du 1er janvier 2016, les régions Aquitaine, Limousin et Poitou-Charentes se fondent dans la région Nouvelle-Aquitaine. Depuis les élections régionales de 2021, cette région est dirigée par une majorité de gauche PS-PP-MR-PCF-PRG-DVG.
Les compétences régionales sont essentiellement : équipement et entretien des lycées, gestion des lignes TER, aides au développement économique, soutien aux entreprises.